# Papilio ambrax
Espèce
Papilio ambrax ou Papillon d'Ambrax est une espèce de lépidoptères (papillons) de la famille des Papilionidae. L'espèce vit en Australie, en Nouvelle-Guinée et dans les îles environnantes.

## Description

### Imago
Les deux sexes ont une envergure d'environ 8 cm et ont une apparence différente. 

#### Mâle
À l'avers le mâle a des ailes noires. Les ailes antérieures sont blanches à l'apex. Elles ont des stries plus claires dans la cellule de l'aile et de petites macules blanches marginales. Les ailes postérieures n'ont pas de queues. Elles ont une large macule blanche, des petites macules blanches marginales, une macule rouge dans l'angle tornal et parfois quelques macules rouges supplémentaires.
Le revers est similaire à l'avers, mais la partie blanche des ailes antérieures est un peu plus étendue, la grande macule blanche des ailes postérieure est plus réduite voir inexistante et il y a davantage de macules rouges. Le corps est noir avec des macules blanches.

#### Femelle
À l'avers les ailes sont noires avec de petites macules blanches marginales. Les ailes antérieures sont plus claires à l'apex et dans la partie submarginale. Les ailes postérieures n'ont pas de queues. Elles portent une large macule blanche, il y a une large macule rouge dans l'angle tornal qui touche la grande macule blanche et une série de macules rouges submarginales. Le revers est similaire à l'avers. Le corps est noir avec des macules blanches.

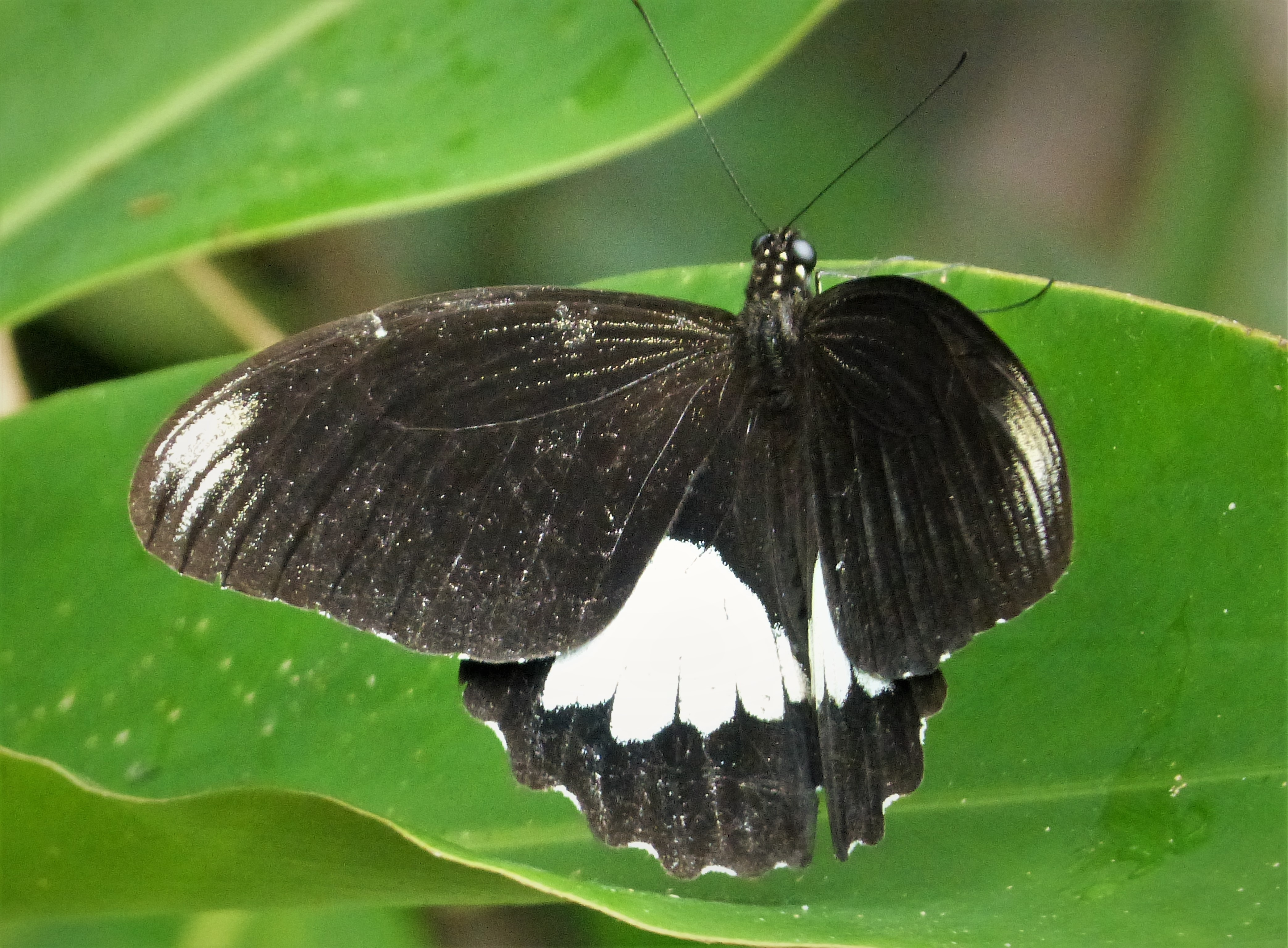
Papilio ambrax mâle
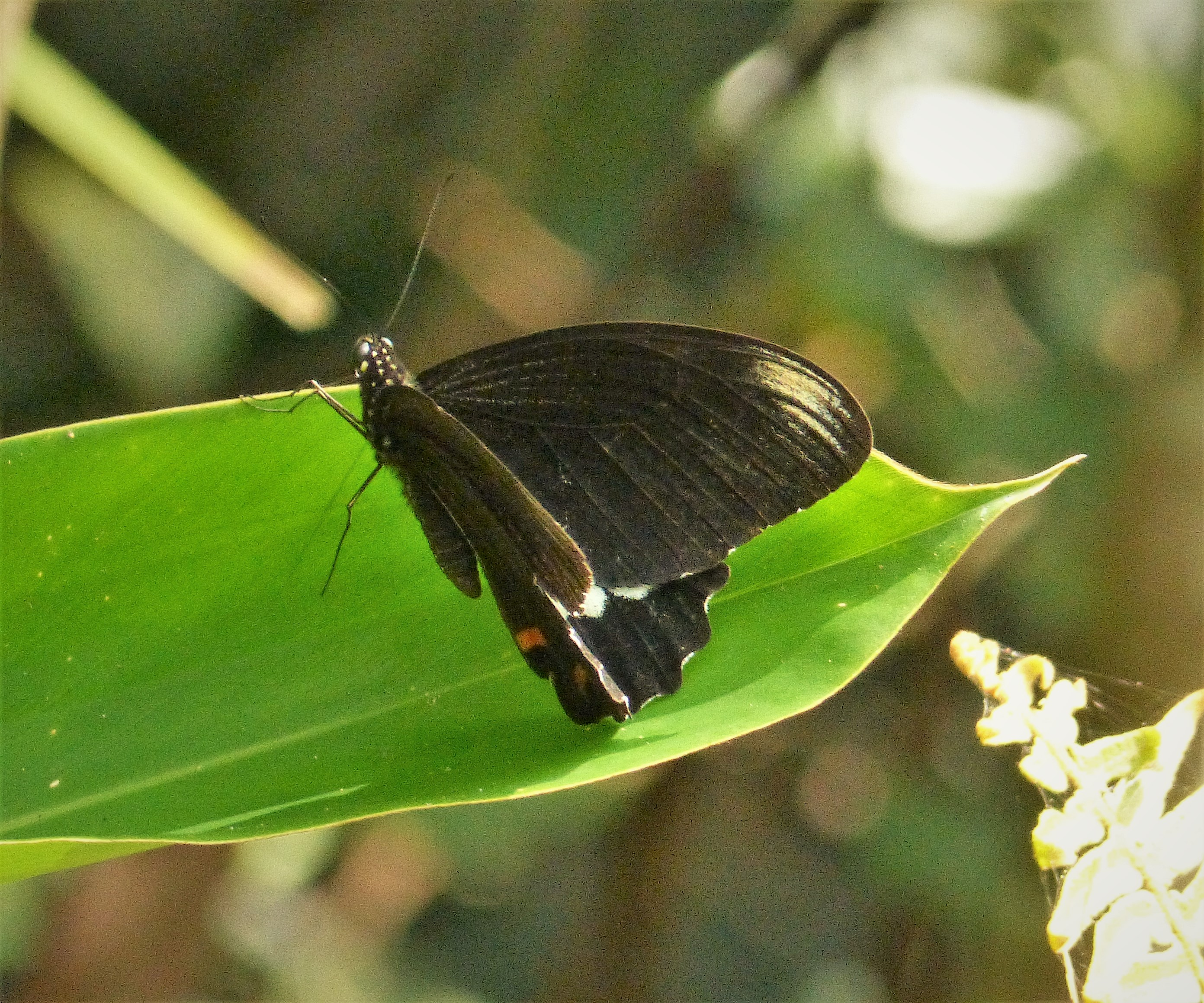
Papilio ambrax mâle
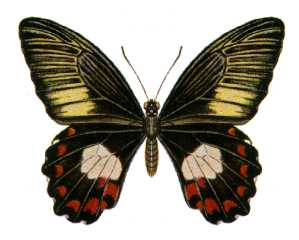
Papilio ambrax egipius femelle (avers, illustration)

### Juvéniles
Les premiers stades sont marron et blanc, avec de courtes épines. Le dernier stade est différent, la chenille est alors verte et lisse avec une tête marron. Le ventre est marron foncé et le corps porte trois ceintures marron foncé cernées de blanc. La partie thoracique porte également une crête marron terminée de chaque côté par une ocelle noire. La chrysalide est à dominante verte. Elle est fixée à son support par son cremaster et par une ceinture de soie.

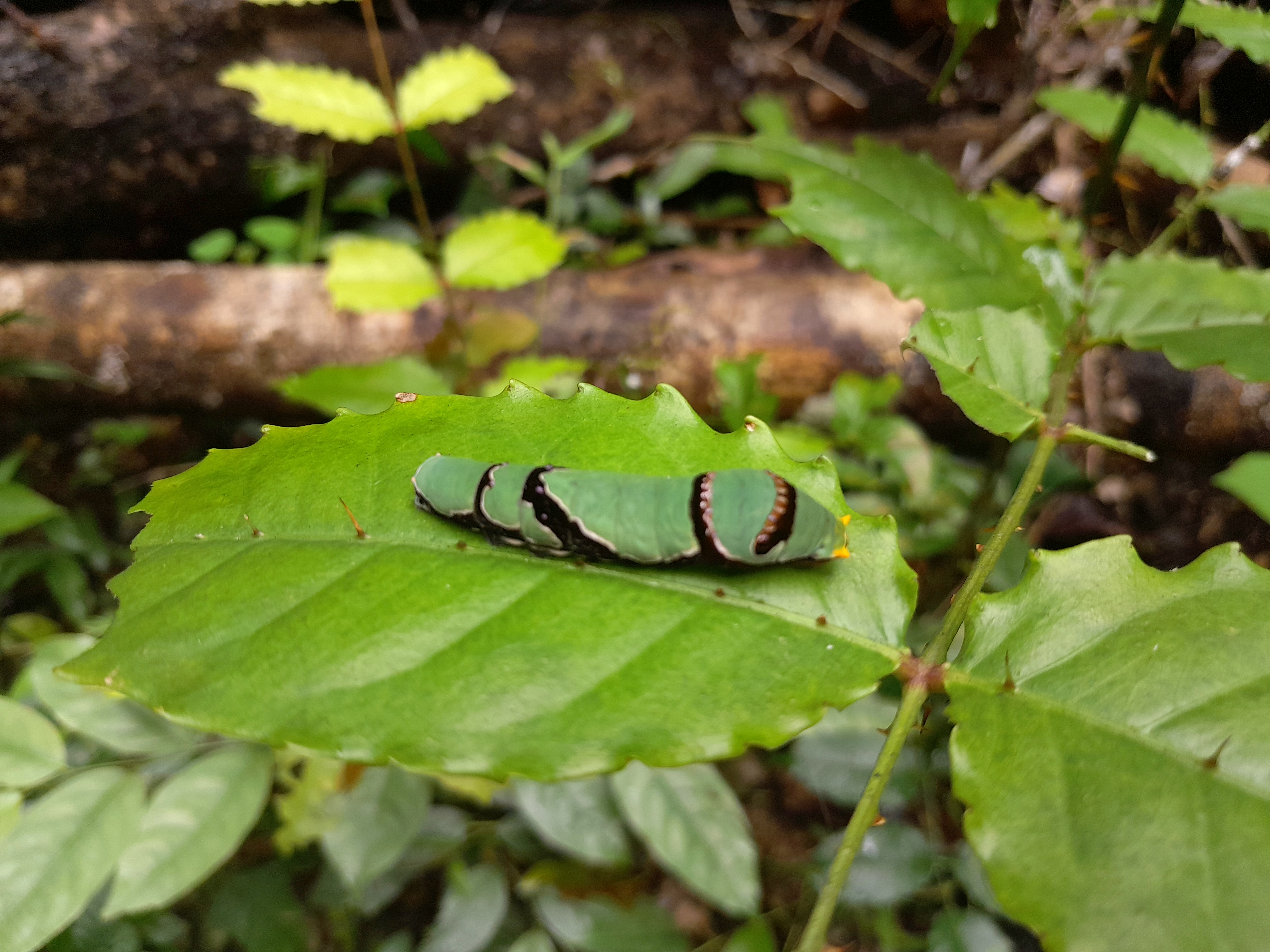
Chenille au dernier stade

## Écologie
La femelle pond ses œufs sur la plante-hôte. Cette espèce utilise comme plante-hôte les espèces du genre Citrus, Morinda citrifolia, Clausena brevistyla, Limonia acidissima, Microcitrus garrawayae, Microcitrus inodora, Murraya koenigii, Zanthoxylum ailanthoides, Zanthoxylum brachyacanthum, Zanthoxylum nitidum et Zanthoxylum ovalifolium.
Comme toutes les espèces de Papilionides les chenilles possèdent derrière la tête un osmeterium, organe fourchu qu'elles déploient pour faire fuir les prédateurs.

À la fin du stade larvaire la chenille se transforme en une chrysalide maintenue tête en haut par une ceinture de soie. Les adultes se nourrissent du nectar des fleurs.

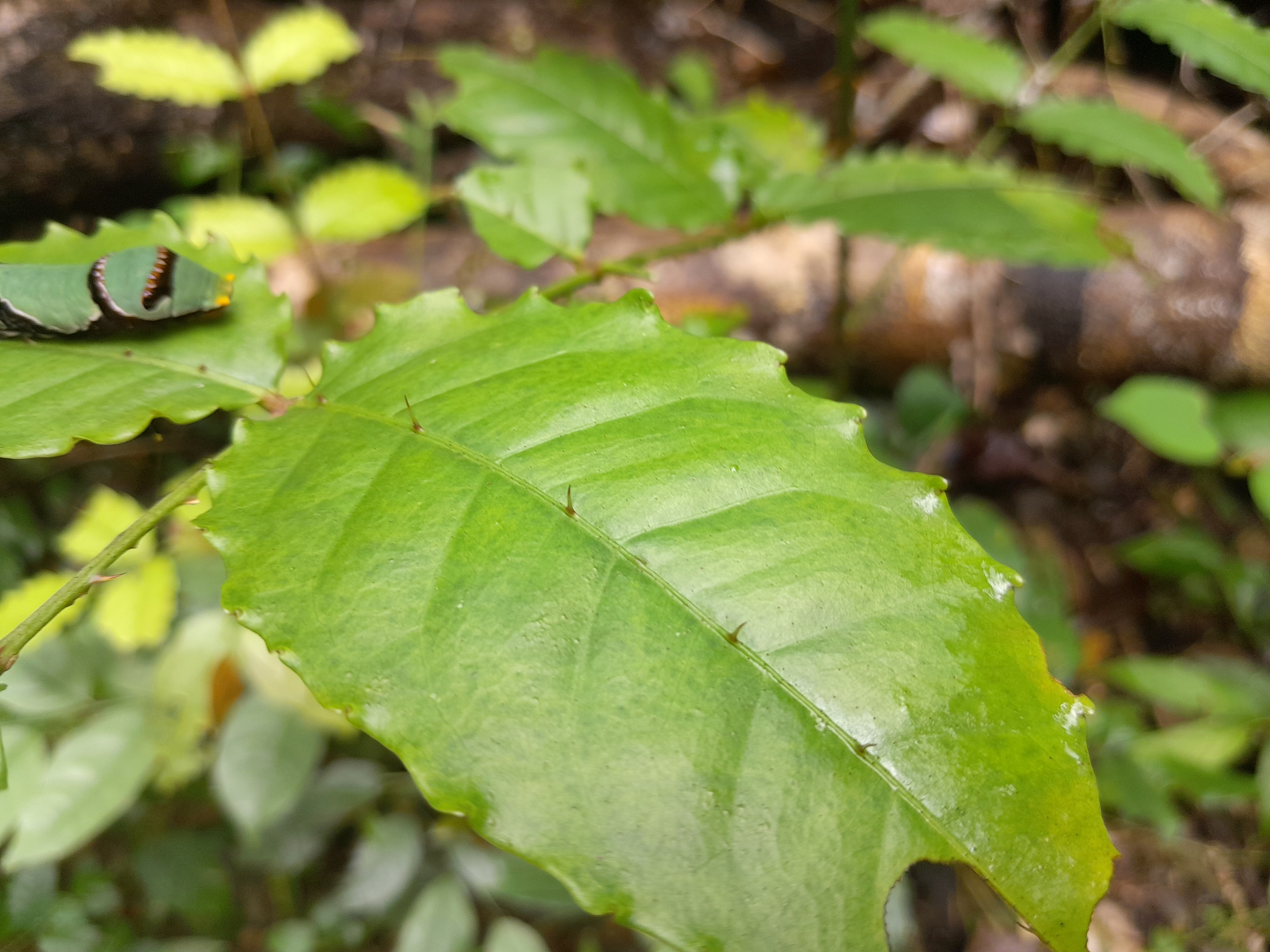
Zanthoxylum nitidum (plante-hôte) avec chenille
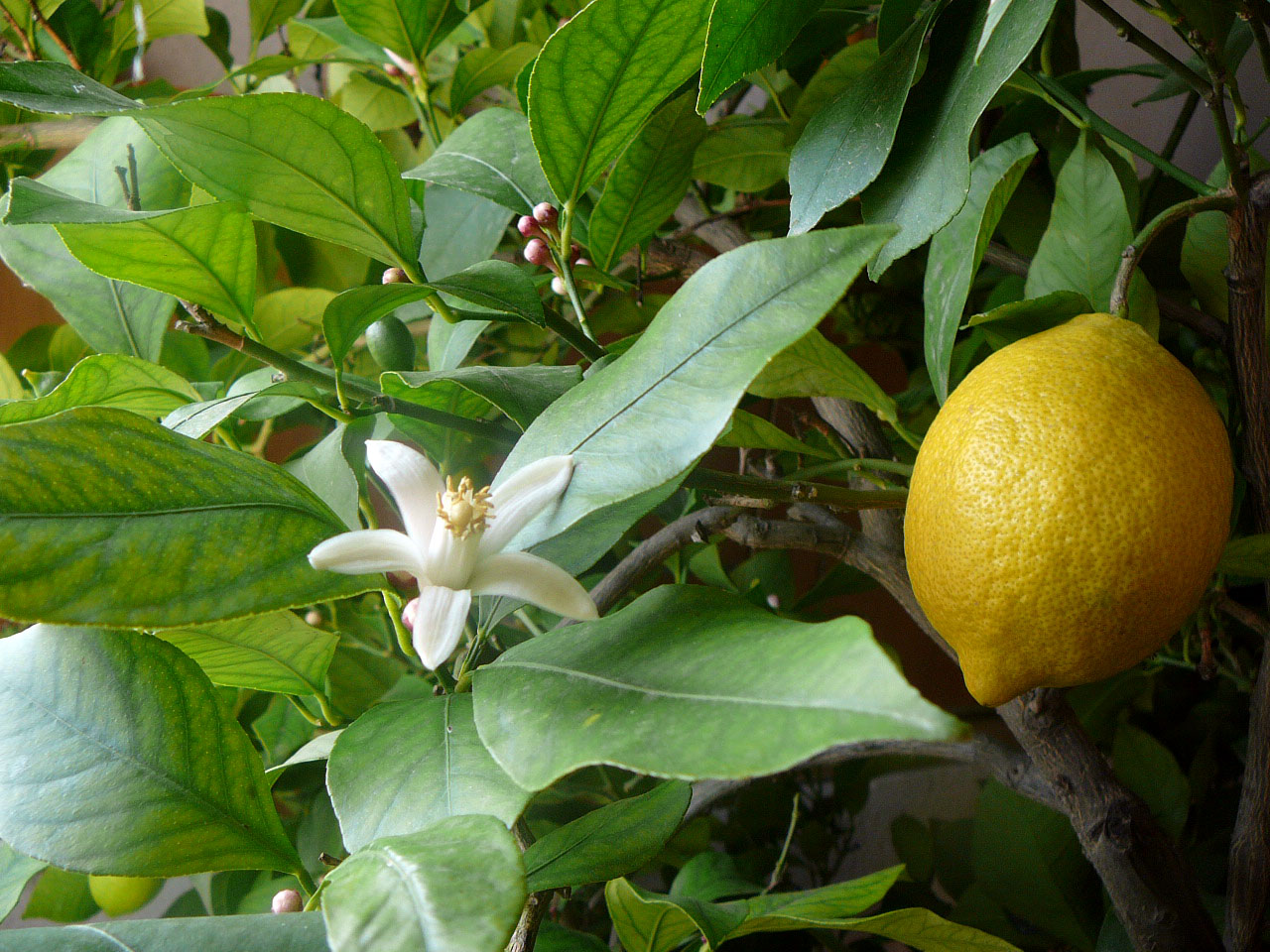
Citrus limon (citronnier), autre plante-hôte

## Habitat et répartition
Papilio ambrax est présent dans l'écozone australasienne, en Australie (Queensland), sur l'île de Nouvelle-Guinée, dans les îles Aru et sur l'île Woodlark.

Carte de l'écozone austalasienne

## Systématique
L'espèce Papilio ambrax a été décrite pour la première fois en 1832 par Boisduval dans Voyage de découvertes de l'Astrolabe exécuté par ordre du Roi.

### Sous-espèces[2]
- Papilio ambrax ambrax : Nouvelle Guinée occidentale, Papouasie
- Papilio ambrax dunali Montrouzier, 1856 : Woodlark
- Papilio ambrax epirus Wallace, 1865 : Aru
- Papilio ambrax egipius Miskin, 1876 : Queensland
- Papilio ambrax artanus Rothschild, 1908 : Mefor

## Papilio ambraxet l'Homme

### Nom vernaculaire
Papilio ambrax est appelé "Ambrax Butterfly" en anglais.

### Menaces et conservation
Papilio ambrax n'est pas évalué par l'UICN. En 1985 l'espèce n'était ni rare ni menacée. Elle était cependant collectée pour le commerce en Papouasie-Nouvelle-Guinée.